# Livistona mariae
Livistona mariae är en enhjärtbladig växtart som beskrevs av Ferdinand von Mueller. Livistona mariae ingår i släktet Livistona och familjen Arecaceae. Inga underarter finns listade i Catalogue of Life.

## Bildgalleri

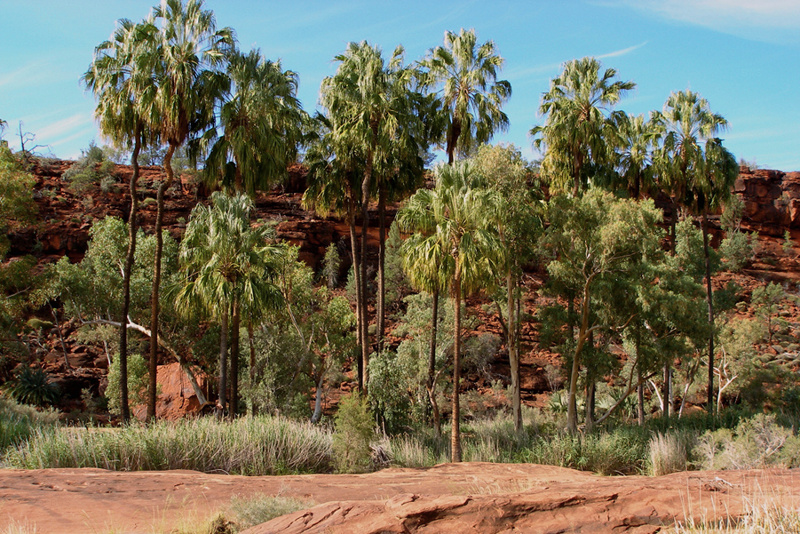
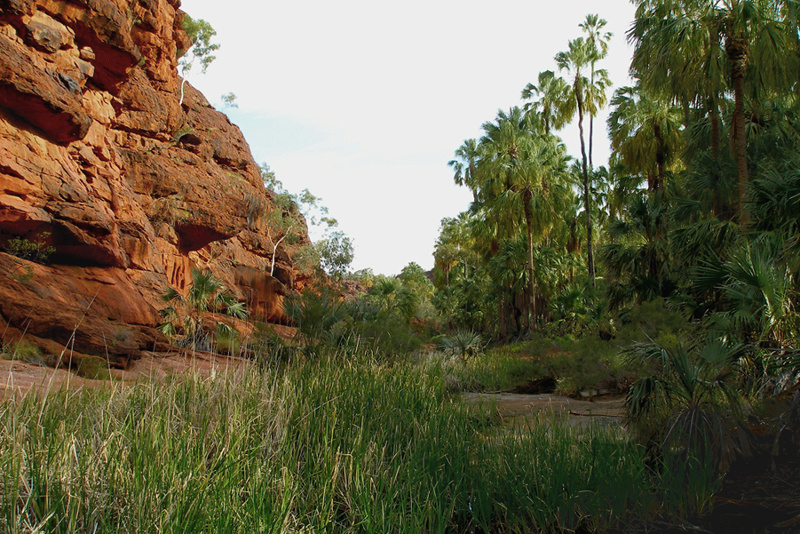
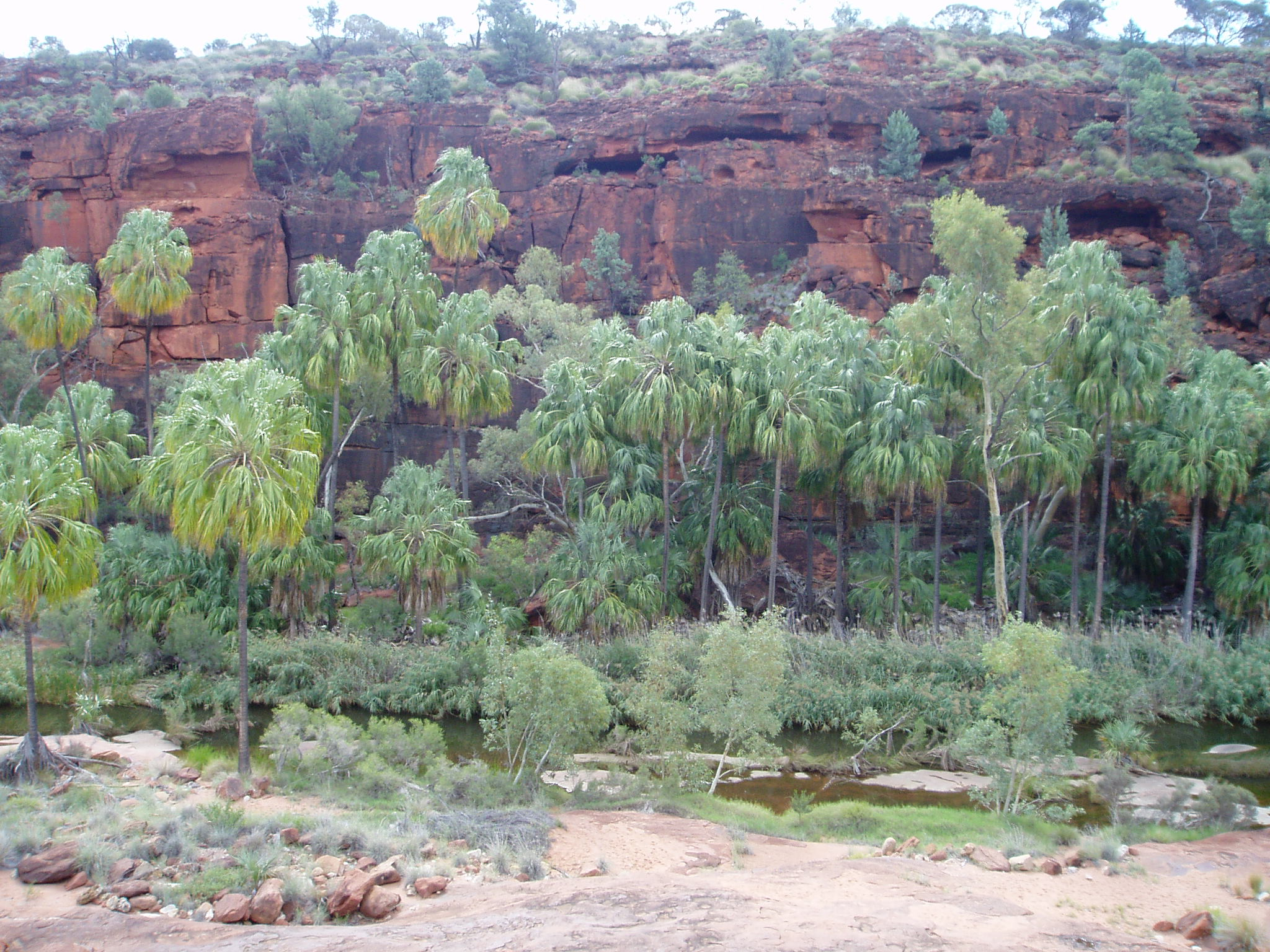